# 马妮卡·巴特拉
马妮卡·巴特拉（Manika Batra，1995年6月15日—），印度女子乒乓球运动员，2018年英联邦运动会女子团体和女子单打金牌得主、女子双打银牌得主和混合双打铜牌得主、2018年亚洲运动会混合双打铜牌得主。